# Peter Hofmann (Eishockeyspieler)
Peter Hofmann (* 31. März 1974 in Lauchhammer, DDR) ist ein ehemaliger deutscher Eishockeyspieler, der von 1996 bis 2013 beim Adendorfer EC unter Vertrag stand. Als Stürmer spielte er sowohl auf der Center- als auch auf der Flügelposition. Sein Bruder Matthias ist ebenfalls Eishockeyspieler beim Adendorfer EC.

## Karriere
Hofmann spielte in der Saison 1994/95 für die Eishockeyspielgemeinschaft Füchse Sachsen Weißwasser/Chemnitz in der Deutschen Eishockey Liga.
Nach nur einer Spielzeit im Folgejahr beim EHC Trier, verließ er den insolventen Verein und wechselte zum Adendorfer EC, dem er bis zu seinem Karriereende treu blieb. Mit seinem Verein durchlebte er alle Höhen und Tiefen des Vereins, von der zweiten bis zur fünften deutschen Liga und zurück in die dritthöchste deutsche Eishockeyliga.
Aktuell steht Hofmann in der Ewigen Bestenliste des Adendorfer EC auf dem 2. Platz.